# Acate

Ubicació de Acate dins la província

Acate (sicilià Acati) és un municipi italià, dins de la província de Ragusa. L'any 2008 tenia 8.962 habitants. Limita amb els municipis de Caltagirone (CT), Chiaramonte Gulfi, Gela (CL), Mazzarrone (CT) i Vittoria.

## Administració
| Període | Identitat             | Partit |
| ------- | --------------------- | ------ |
| 2008-   | Giovanni Mario Caruso | CdL    |